# Jewgeni Nikolajewitsch Ponassenkow

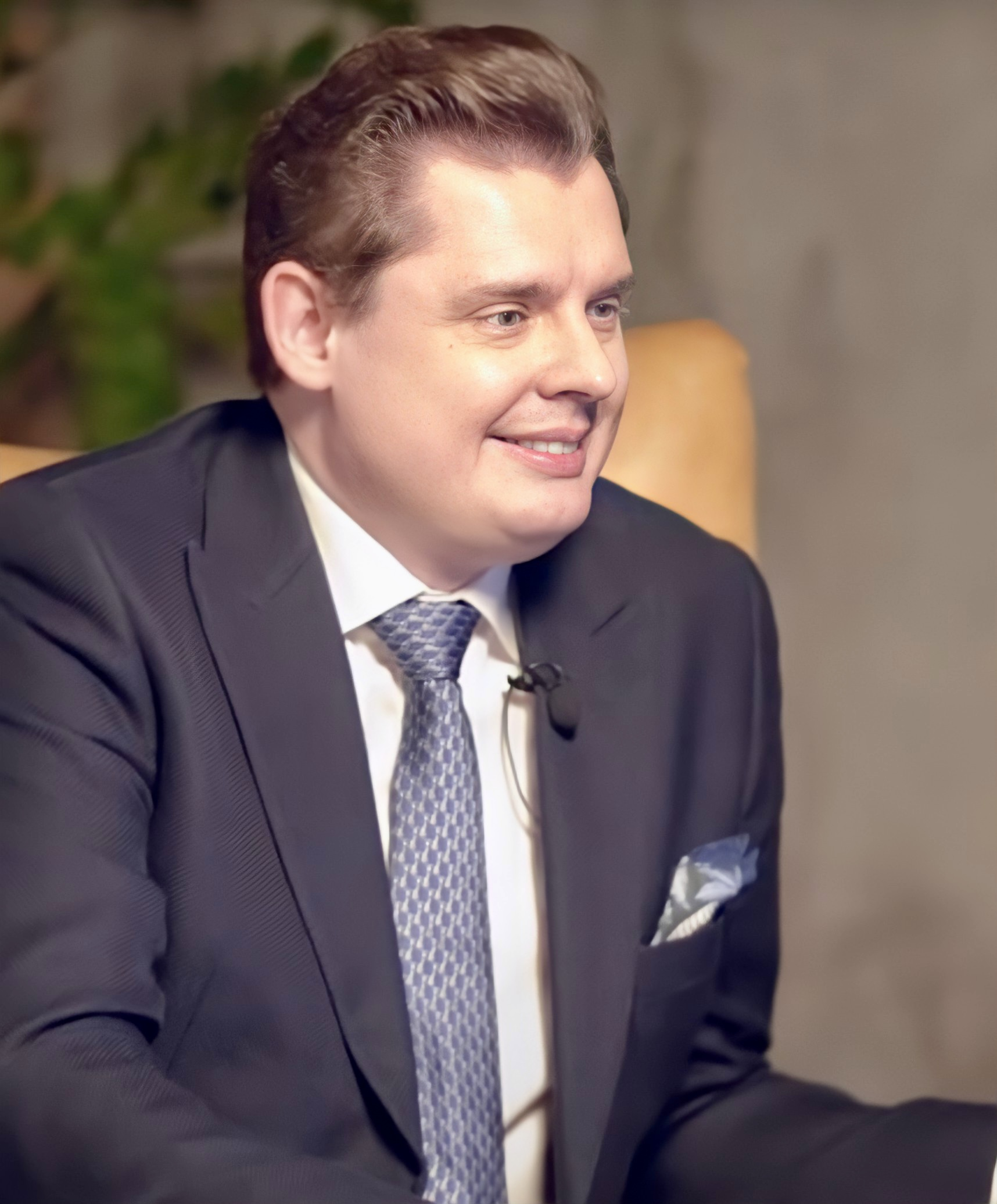
Jewgeni Ponassenkow (2021)

Jewgeni Nikolajewitsch Ponassenkow (russisch: Евгений Николаевич Понасенков; geboren 13. März 1982 in Moskau) ist ein russischer Historiker, Journalist, Theaterproduzent, Fernsehmoderator, Darsteller und Sänger. Er ist Autor von zwei historischen Monographien: „Die Wahrheit über den Krieg des Jahres 1812“ (russisch: «Правда о войне 1812 года», 2004, 408 S.) und „Die erste wissenschaftliche Geschichte über den Krieg des Jahres 1812“ (russisch: «Первая научная история войны 1812 года», 2017, 900 S.)
Ponassenkow ist ebenso Autor von zahlreichen wissenschaftlichen, journalistischen, kritischen und philosophischen Artikeln und Essays über Theater, Kino und klassische Geschichte. Er besitzt eine Sammlung an Büchern und Kunstgegenständen aus der napoleonischen Epoche Russlands.

## Biografie

### Karriere
Von 2003 bis 2010 war er Autor einer Kolumne in der russischen politischen Wochenzeitung „Kommersant-Wlast“.
Seit 2004 gibt er regelmäßig Konzerte als Moderator, Sänger und Rezitator von Lyrik und Prosa.
Ponassenkow ist überdies als Theaterproduzent tätig. Die Operndiva Jelena Obraszowa lud ihn ein, die Regie der Feier ihres Jubiläums (Dezember 2009 – Theateraufführungen im Bolschoi-Theater und im Säulensaal des Hauses der Gewerkschaften) zu übernehmen, an der zahlreiche Opernstars aus aller Welt und einheimische Berühmtheiten teilnahmen (darunter: Éva Marton, Sylvia Sass, Maria Guleghina, Valentin Gaft, Galina Woltschek, Elina Bystritskaya, Larisa Dolina, Wladimir Seldin und viele andere).
Im März 2005 inszenierte Ponassenkow am Taganka-Theater den „Tag der Poesie“ (russisch: «День поэзии»), wo der Regisseur Juri Ljubimow die Rolle des Dichters Alexander Wwedenski übernahm.
Im Januar 2006 fand die Uraufführung seines Stücks „Linien des Himmels“ (russisch: «Линии неба») über das Leben von Arthur Rimbaud (am Theater „Schule der Dramatischen Kunst“ in Moskau statt, mit Dani Kagan (Frankreich) und Yulia Bordovskikh in den Hauptrollen).
Im März 2006 fand die Uraufführung seines Stücks „Die deutsche Sage“ (russisch: «Немецкая сага») im Meyerhold Zentrum statt.
Im Jahre 2008 leitete Ponassenkow das klassische Musikprogramm des „Hauses der olympischen Freunde“ (russisch: «Дома друзей Олимпиады»), dem Kulturzentrum der russischen Delegation bei den Olympischen Spielen in Peking.
Im Juni 2010 spielte Ponassenkow als Regisseur die männliche Hauptrolle in einer Theaterproduktion nach seinem eigenen Stück „Der letzte Tango von Lili Marleen“ (russisch: «Последнее танго Лили Марлен») im Moskauer Internationalen Haus der Musik.
Auf Einladung der italienischen Regierung fand im September 2012 die Premiere seines Dokumentarspielfilms „Die Mysterien des Golfes von Neapel“ (Italien, 105 min, 2012; russisch: «Мистерии Неаполитанского залива», italienisch: „I Misteri del Golfo di Napoli“) statt.
Seit Januar 2013 ist er Moderator der Autorensendung über erstklassiges Kino auf „Moskau. Vertrauen“ (russisch: «Москва. Доверие»).
Seit Juni 2013 ist er Autor und Co-Moderator der Reihe „Dramaturgie der Geschichte“ (russisch: «Драматургия истории») auf dem Sankt Petersburger Fernsehsender „Ihr öffentliches Fernsehen!“ (russisch: «Ваше общественное телевидение!»).

## Bibliografie
- Ponassenkow J. N. Die Wahrheit über den Krieg des Jahres 1812. (russisch: «Правда о войне 1812 года») — Moskau: Reitar (russisch: Рейтар), 2004. — 408 S. — Auflage: 1000 Ex., ISBN 5-8067-0019-4.[16]
- Ponassenkow J. N. Tango in Einsamkeit. — Moskau: Reitar (russisch: Рейтар), 2007. — 376 S. — Auflage: 500 Ex., ISBN 5-8067-0019-4.
- Ponassenkow J. N. Die erste wissenschaftliche Geschichte über den Krieg des Jahres 1812. (russisch: «Первая научная история войны 1812 года») — drei Ausgaben: 2017, 2018, 2020. ISBN 978-5-17-120818-9.[17]